# La Durtorccha
La Durtorccha est une course cycliste française disputée au mois de mars dans le département du Puy-de-Dôme. Créée en 1989, cette compétition fait partie du calendrier national de la Fédération française de cyclisme. 
Une course d'attente est également organisée depuis 1992. Elle est actuellement réservée aux coureurs cyclistes juniors (moins de 19 ans) et titulaires d'une licence en troisième catégorie.

## Histoire
La première édition se tient en 1989 sur l'initiative des communes de Durtol, Orcines et Chanat-la-Mouteyre. Elle porte alors le nom de "Prix des commerçants et artisans de Durtol". 
Les éditions 2007 et 2008 sont annulées en raison de la présence de neige sur le parcours. En 2020, c'est la pandémie de Covid-19 qui contraint les organisateurs à annuler la course.

## Palmarès

### Course principale
| Année     | Vainqueur               | Deuxième             | Troisième              |        |
| --------- | ----------------------- | -------------------- | ---------------------- | ------ |
| 1989      | Bruno Sanchez           | Pascal Bedu          | Jean-Michel Goy        |        |
| 1990      | Pascal Bedu             | Jean Pinault         | Arnaud Albaret         |        |
| 1991      | Éric Floury             | Mariano Martinez     | Emmanuel Rives         |        |
| 1992      | Gil Besseyre            | Serge Garnier        | Mariano Martinez       |        |
| 1993      | Raphaël Vallas          | Éric Bomard          | Gilles De Marigny      |        |
| 1994      | François Douhet         | Jean-Claude Lakowski | Miguel Martinez        |        |
| 1995      | Miguel Martinez         | Christophe Leignier  | Stéphane De Rossi      |        |
| 1996      | Raphaël Vallas          | Miguel Martinez      | Sébastien Moreau       |        |
| 1997      | Éric Bomard             | Christophe Leignier  | Tanguy Boulch          |        |
| 1998      | Raphaël Vallas          | Steve Ramsay         | Dominique Patruno      |        |
| 1999      | Igor Pavlov             | Guillaume Lejeune    | Pascal Galtier         |        |
| 2000      | Frédéric Ruberti        | Ivaïlo Gabrovski     | Frédéric Giardina      |        |
| 2001      | Jérôme Fernandes        | Denis Moretti        | Laurent Marcon         |        |
| 2002      | Miika Hietanen          | Ferjeux Beauny       | Frédéric Mille         |        |
| 2003      | Jean-François Laroche   | Régis Decotte        | Maxim Gourov           |        |
| 2004      | Hubert Dupont           | Rémy Di Grégorio     | Guillaume Lejeune      |        |
| 2005      | Alexandre Sabalin       | Rémi Pauriol         | Benjamin Johnson       |        |
| 2006      | Léo Fortin              | Loïc Herbreteau      | Paweł Wachnik          |        |
| 2007-2008 | annulé                  | annulé               | annulé                 | annulé |
| 2009      | Benoît Luminet          | Carl Naibo           | Laurent Denonfoux      |        |
| 2010      | Carl Naibo              | Julien Antomarchi    | Ramūnas Navardauskas   |        |
| 2011      | Anthony Soares          | Carl Naibo           | Nicolas Morel          |        |
| 2012      | Mickaël Larpe           | Samuel Plouhinec     | Jérôme Mainard         |        |
| 2013      | Christophe Goutille     | Samuel Plouhinec     | François Bidard        |        |
| 2014      | Jauffrey Bétouigt-Suire | Thomas Girard        | Florian Dumourier      |        |
| 2015      | François Bidard         | Nico Denz            | Sylvain Georges        |        |
| 2016      | Nans Peters             | Sylvain Georges      | Aurélien Paret-Peintre |        |
| 2017      | Kevin Geniets           | Victor Lafay         | Bruno Armirail         |        |
| 2018      | Clément Carisey         | Thomas Acosta        | Boris Orlhac           |        |
| 2019,     | Yannick Martinez        | Maxime Roger         | Dimitri Bussard        |        |
| 2020      | annulé                  | annulé               | annulé                 | annulé |
| 2021      | Louis Richard           | Axel Mariault        | Bastien Tronchon       |        |
| 2022      | Stefan Bennett          | Mickaël Guichard     | Titouan Margueritat    |        |
| 2023      | Arthur Blanc            | Adrien Guillonnet    | Gaspard André          |        |
| 2024      | Larry Valvasori         | Gauthier Navarro     | Loïs Buffin            |        |
| 2025      | Larry Valvasori         | Edgar Jorge          | Eliot Pauchard         |        |

### Course d'attente
| Année     | Vainqueur                       | Deuxième           | Troisième                 |              |
| --------- | ------------------------------- | ------------------ | ------------------------- | ------------ |
| 1992      | Christophe Parra Raphaël Vallas |                    | Christophe Pages          |              |
| 1993-1995 | non organisé                    | non organisé       | non organisé              | non organisé |
| 1996      | Jérôme Fernandez                | François Douhet    | Dominique Pineau          |              |
| 1997      | ?                               | ?                  | ?                         | ?            |
| 1998      | Serge Gambard                   | Brett Harwood      | Xavier Garnotel           |              |
| 1999      | Emmanuel Rives                  | Franck Gély        | Manuel Gonçalves          |              |
| 2000      | Romain Daumas                   | Serge Gambard      | Denis Conan               |              |
| 2001      | Emmanuel Rives                  | Mathieu Giraud     | Sébastien Faure           |              |
| 2002      | Jérôme Ossedat                  | Syvain Mavier      | Antoine Caron             |              |
| 2003      | Peter Pouly                     | Ivan Rybakov       | Romain Daumas             |              |
| 2004      | Guillaume Boucheix              | Ludovic Lescurier  | Jean-Luc Faure            |              |
| 2005      | Emmanuel Rives                  | Nicolas Malhouitre | Jean-Claude Laskowski     |              |
| 2006      | Antoine Caron                   | Frédéric Géminiani | Olivier Candelon          |              |
| 2007-2008 | annulé                          | annulé             | annulé                    | annulé       |
| 2009      | William Juban                   | Thomas Coute       | Sébastien Pourtier        |              |
| 2010      | Nicolas Génébrier               | Sébastien Moreau   | Fabrice Chabenat          |              |
| 2011      | Nicolas Thomasson               | Maxime Lhopiteau   | Cédric Bonnefoy           |              |
| 2012      | Mickaël Guichard                | Raphaël Gay        | Patrick Szewe             |              |
| 2013      | Raphaël Gay                     | Nicolas Louis      | Damien Morandini          |              |
| 2014      | Philippe Gibert                 | Corentin Rose      | Alexandre Meyleu          |              |
| 2015      | Maxime Geffroy                  | Simon Cavagna      | Alexandre Meyleu          |              |
| 2016      | Simon Cavagna                   | Dylan Herchel      | Corentin Ville            |              |
| 2017      | Antoine Grand                   | Alex Vallat        | Jean-Baptiste Trauchessec |              |
| 2018      | Jérémy Varago                   | Alexandre Surieux  | Gaëtan Pol                |              |
| 2019      | Maxime Thomassin                | Jules Salvy        | Axel Bruget               |              |
| 2020-2021 | non organisé                    | non organisé       | non organisé              | non organisé |
| 2022      | Tom Lambert Wetzel              | Marco Montaña      | Rémi Arsac                |              |
| 2023      | Guillaume Depraetere            | Thomas Rivet       | Gaspard Ferreirihno       |              |
| 2024      | Lucas Delarbre                  | Thibaud Przybylski | Mayeul Berthier           |              |